# Hongqi S9
La Hongqi S9 est un concept car de supercar hybride du constructeur automobile chinois Hongqi présenté au salon de Francfort 2019.

## Présentation

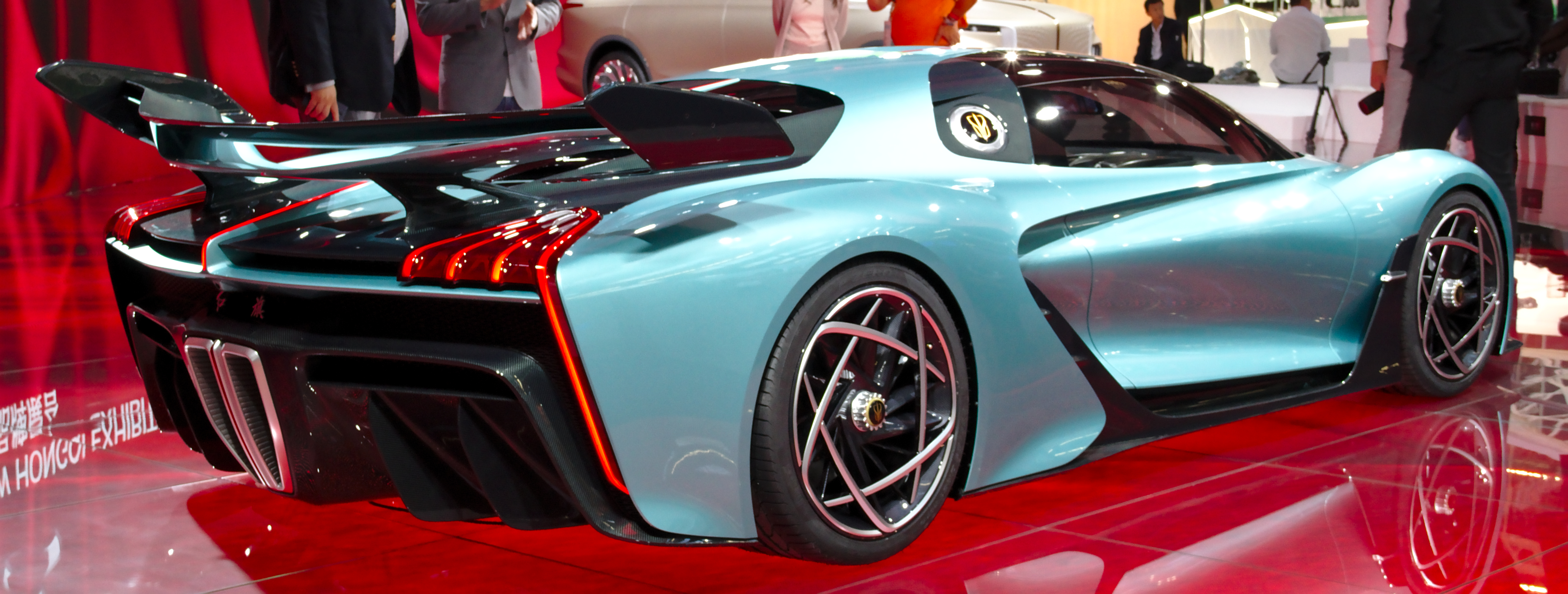
Vue arrière

Le Hongqi S9 concept est présenté le 13 septembre 2019 au salon de Francfort et célèbre les 70 ans de la république populaire de Chine. Elle préfigure le projet de lancement d'une supercar hybride du constructeur chinois limitée à 70 exemplaires.

## Caractéristiques techniques

### Motorisation
Le concept est motorisé par un moteur V8 thermique associé à un système hybride lui procurant une puissance de 1 400 ch.